# جک راگلند
جک راگلند (انگلیسی: Jack Ragland; ۹ اکتبر ۱۹۱۳ – ۱۴ ژوئن ۱۹۹۶) بازیکن بسکتبال اهل ایالات متحده آمریکا بود.